# Muckendorf-Wipfing
Muckendorf-Wipfing ist eine Gemeinde mit 1688 Einwohnern (Stand 1. Jänner 2025) im Bezirk Tulln in Niederösterreich.

## Geografie

Langenlebarn Aufnahmeblatt der 3. Landesaufnahme um 1872: Muckendorf, Wipfing und Umgebung

Muckendorf-Wipfing liegt im östlichen Tullnerfeld am Südufer der Donau in Niederösterreich in der Hauptregion „Niederösterreich Mitte“. Die Fläche der Gemeinde umfasst sechs Quadratkilometer. Davon sind 44 Prozent landwirtschaftliche Nutzfläche, 21 Prozent bewaldet und 17 Prozent Gewässer.

### Gemeindegliederung
Das Gemeindegebiet umfasst folgende zwei Ortschaften (in Klammern Einwohnerzahl Stand 1. Jänner 2025):
- Muckendorf an der Donau (1214) samt Baulandsondergebiet-Badehütten und Stromsiedlung
- Wipfing (474) samt Stromsiedlung

Die Gemeinde besteht aus den Katastralgemeinden Muckendorf und Wipfing.

### Nachbargemeinden
|                    | Hausleiten (KO)                             |                         |
| Tulln an der Donau | Kompassrose, die auf Nachbargemeinden zeigt | Zeiselmauer-Wolfpassing |
|                    | Königstetten                                |                         |

## Geschichte
Die Gemeinden Muckendorf und Wipfing wurden im Jahr 1972 mit Zeiselmauer und Wolfpassing zu einer Großgemeinde zusammengelegt. Seit dem 1. Jänner 1998 sind die beiden Orte als Gemeinde Muckendorf-Wipfing wieder eigenständig.

### Einwohnerentwicklung
Seit 1991 sind sowohl Geburtenbilanz als auch Wanderungsbilanz positiv. Das starke Wachstum beruht auf Zuwanderung.
| Muckendorf-Wipfing: Einwohnerzahlen von 1869 bis 2025 | Muckendorf-Wipfing: Einwohnerzahlen von 1869 bis 2025 | Muckendorf-Wipfing: Einwohnerzahlen von 1869 bis 2025 | Muckendorf-Wipfing: Einwohnerzahlen von 1869 bis 2025 | Muckendorf-Wipfing: Einwohnerzahlen von 1869 bis 2025 |
| ----------------------------------------------------- | ----------------------------------------------------- | ----------------------------------------------------- | ----------------------------------------------------- | ----------------------------------------------------- |
| Jahr                                                  |                                                       |                                                       |                                                       | Einwohner                                             |
| 1869                                                  | 1869                                                  |                                                       | 394                                                   | 394                                                   |
| 1880                                                  | 1880                                                  |                                                       | 436                                                   | 436                                                   |
| 1890                                                  | 1890                                                  |                                                       | 415                                                   | 415                                                   |
| 1900                                                  | 1900                                                  |                                                       | 425                                                   | 425                                                   |
| 1910                                                  | 1910                                                  |                                                       | 454                                                   | 454                                                   |
| 1923                                                  | 1923                                                  |                                                       | 479                                                   | 479                                                   |
| 1934                                                  | 1934                                                  |                                                       | 472                                                   | 472                                                   |
| 1939                                                  | 1939                                                  |                                                       | 484                                                   | 484                                                   |
| 1951                                                  | 1951                                                  |                                                       | 471                                                   | 471                                                   |
| 1961                                                  | 1961                                                  |                                                       | 563                                                   | 563                                                   |
| 1971                                                  | 1971                                                  |                                                       | 699                                                   | 699                                                   |
| 1981                                                  | 1981                                                  |                                                       | 719                                                   | 719                                                   |
| 1991                                                  | 1991                                                  |                                                       | 886                                                   | 886                                                   |
| 2001                                                  | 2001                                                  |                                                       | 980                                                   | 980                                                   |
| 2011                                                  | 2011                                                  |                                                       | 1.315                                                 | 1.315                                                 |
| 2021                                                  | 2021                                                  |                                                       | 1.692                                                 | 1.692                                                 |
| 2025                                                  | 2025                                                  |                                                       | 1.688                                                 | 1.688                                                 |
| Quelle(n): Statistik Austria, Gebietsstand 1.1.2021   |                                                       |                                                       |                                                       |                                                       |

## Kultur und Sehenswürdigkeiten
- Weinwartshof: Der am Ostrand von Muckendorf inmitten eines ausgedehnten Parks gelegene Weinwartshof geht auf das Lehen des Wirtschaftshofes im „Weinwerd“ zurück, das die Ritter Matseber von 1390 bis 1501 besaßen und das um 1421 zu einem festen Haus ausgebaut wurde. Zu Beginn des 19. Jahrhunderts war das Schloss, von dem nur der Ostteil erhalten ist, noch doppelt so groß wie heute.[6]

## Wirtschaft und Infrastruktur
Nichtlandwirtschaftliche Arbeitsstätten gab es im Jahr 2001 18, land- und forstwirtschaftliche Betriebe nach der Erhebung 1999 15. Die Zahl der Erwerbstätigen am Wohnort betrug nach der Volkszählung 2001 453. Die Erwerbsquote lag 2001 bei 47,04 %.

### Bildung

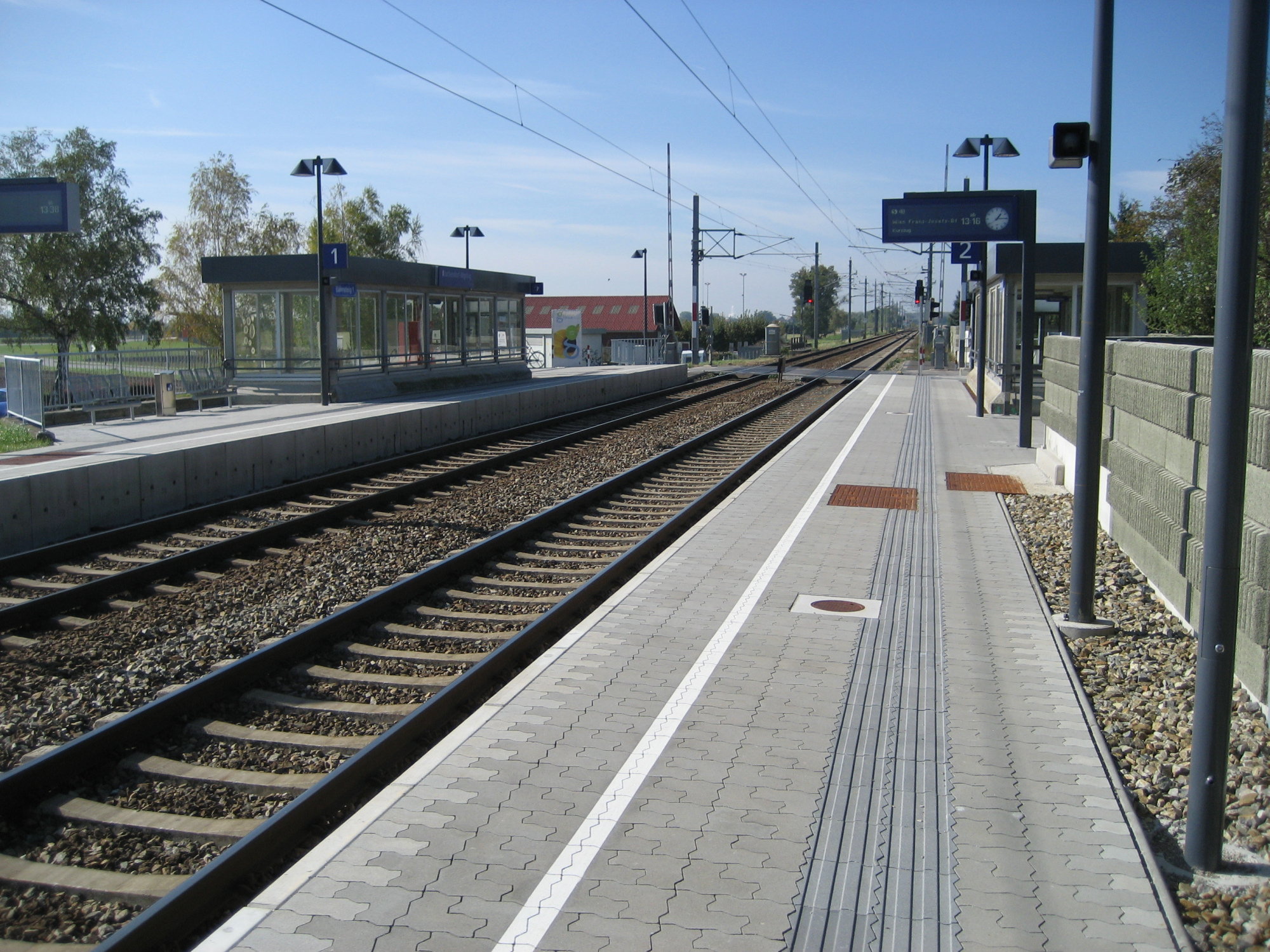
Bahnhaltestelle Muckendorf-Wipfing

In der Gemeinde gibt es die private Volksschule „Montessori Dorfschule MuWi“ des Vereins Montessori Dorfschule MuWi.

### Verkehr
- Bahn: Franz-Josefs-Bahn. In der Haltestelle „Muckendorf-Wipfing“ verkehren die Züge der Schnellbahnlinie S40 halbstündlich in Richtung Wien Franz-Josefs-Bahnhof und Tulln an der Donau sowie weiter nach St. Pölten Hauptbahnhof. Die im Ort haltenden Buslinien befahren ähnliche Strecken.
- Straße: Durch Muckendorf verläuft die Bundesstraße B14.
- Rad: Auf beiden Seiten der Donau liegt der Donauradweg.

## Politik

### Gemeinderat
| Seit dem Jahr 2015 besteht der Gemeinderat aus 19 Mitgliedern. - Mit den Gemeinderatswahlen in Niederösterreich 1990 hatte der Gemeinderat folgende Verteilung: 8 ÖVP, 6 SPÖ und 1 Sonstige. (15 Mitglieder) - Mit den Gemeinderatswahlen in Niederösterreich 1995 hatte der Gemeinderat folgende Verteilung: 11 WMW–Wahlgemeinschaft Muckendorf-Wipfing (ÖVP) und 4 SPÖ. - Mit den Gemeinderatswahlen in Niederösterreich 2000 hatte der Gemeinderat folgende Verteilung: 12 WMW–Wahlgemeinschaft Muckendorf-Wipfing (ÖVP), 2 SPÖ und 1 FPÖ. - Mit den Gemeinderatswahlen in Niederösterreich 2005 hatte der Gemeinderat folgende Verteilung: 10 WMW–Wahlgemeinschaft Muckendorf-Wipfing (ÖVP) und 5 SPÖ. - Mit den Gemeinderatswahlen in Niederösterreich 2010 hatte der Gemeinderat folgende Verteilung: 12 WMW–Wahlgemeinschaft Muckendorf-Wipfing (ÖVP) und 3 SPÖ. (15 Mitglieder) - Mit den Gemeinderatswahlen in Niederösterreich 2015 hatte der Gemeinderat folgende Verteilung: 13 WMW–Wahlgemeinschaft Muckendorf-Wipfing (ÖVP), 5 SPÖ und 1 Grüne. - Mit den Gemeinderatswahlen in Niederösterreich 2020 hatte der Gemeinderat folgende Verteilung: 13 WMW–Wahlgemeinschaft Muckendorf-Wipfing (ÖVP), 3 SPÖ, 1 NAGL–Für Lebensraum Natur und Tierschutz, 1 Grüne und 1 FPÖ. - Mit den Gemeinderatswahlen in Niederösterreich 2025 hat der Gemeinderat folgende Verteilung: 13 ÖVP (als TMW – Team Muckendorf-Wipfling), 6 WMW-LHG (Wahlgemeinschaft Muckendorf-Wipfling – Liste H. Grüssinger), 2 SPÖ, 1 NAGL (Für Lebensraum Natur und Tierschutz) und 1 FPÖ. | Die zur Anzeige dieser Grafik verwendete Erweiterung wurde dauerhaft deaktiviert. Wir arbeiten aktuell daran, diese und weitere betroffene Grafiken auf ein neues Format umzustellen. (Mehr dazu) |

### Bürgermeister
- 1998–2023 Hermann Grüssinger (ÖVP-WMW)
- 2023–2025 Harald Germann (ÖVP-WMW)
- seit 2025 Werner Charvat (ÖVP-TMW)[15]

### Wappen
Im Herbst 1999 wurde das Gemeindewappen verliehen, in dem durch die drei silbernen Fische die historische Verbindung Muckendorfs mit dem Fischfang und durch die goldene Korngarbe die agrarische Struktur von Wipfing symbolisiert wird.